# Molybdentrioxid
Molybdentrioxid eller Molybden(VI)oxid (MoO3) är ett fast, vitt ämne som används vid stålframställning, som flam- och rökdämpare för plastmaterial samt som katalysator inom organisk och petrokemisk industri. Molybdentrioxid är dessutom ett centralt startmaterial vid syntes av alla andra molybdenföreningar.

## Framställning
Framställningen sker industriellt i stor skala genom rostning av molybdenglans vid ca 600-650°C, alternativt genom reaktion mellan ammoniummolybdat och syre vid 550°C.

## Egenskaper
Ämnet är ljuskänsligt och blir blått vid belysning. Ämnet är även svagt paramagnetiskt, halvledande samt ytterst svårlösligt i vatten. Ämnet är inte brännbart.
Ämnet reagerar våldsamt med Kalium, Magnesium, Natrium, Litium och Klortrifluorid (ClF3).

## Hantering
Undvik kontakt med hud, ögon, luftvägar och kläder. Skyddshandskar, ögonskydd och andningsskydd krävs. Undvik dammbildning. Ämnet misstänks kunna orsaka cancer. Vid direkt kontakt med ämnet måste huden rengöras. 
Molybdentrioxid ska sorteras på ett sådant sätt att det kan hanteras separat i de olika kategorierna av de lokala eller nationella anläggningarna för avfallshantering.